# Consagració reial
La consagració reial és una cerimònia religiosa que confereix a un sobirà un caràcter sagrat (a vegades fins i tot diví) desmarcant-se així de la resta de les persones. És una cerimònia diferent a la coronació. Al llarg de la història han estat consagrats Pipí el Breu, durant l'edat mitjana, Wamba, rei visigot de Toledo, i Saül i David, reis hebreus durant l'edat antiga. Precisament, l'acte de consagració reial és una cerimònia que prové del judaisme i que s'inicià amb aquests dos reis hebreus.